# Lawrence contro Texas
Lawrence contro Texas, 539 U.S. 558 (2003), è un celebre caso discusso dalla Corte suprema degli Stati Uniti d'America nel 2003.

## Storia
Con questa decisione la Corte, con 6 favorevoli e 3 contrari, dichiarò incostituzionale la disciplina penale dello stato del Texas, che puniva come reato la sodomia tra persone dello stesso sesso, rendendo quindi incostituzionali analoghe discipline esistenti in altri tredici stati dell'Unione e rendendo lecita la sodomia in tutti i territori sottoposti alla giurisdizione statunitense. Questa sentenza superò una precedente decisione assunta dalla stessa Corte Suprema nel 1986 nella sentenza Bowers v. Hardwick. In quest'ultima era stata ritenuta costituzionalmente legittima una legge dello stato della Georgia che rendeva illegale la sodomia.
La sentenza del caso Lawrence stabilì espressamente che la precedente decisione assunta nel caso Bowers era stata incorretta, in quanto non aveva tenuto sufficientemente in considerazione il principio di libertà individuale. La Corte ritenne che le condotte sessuali consensuali siano parte delle libertà protette dal principio costituzionale del due process previsto dal quattordicesimo emendamento della Costituzione americana.
Il giudice O'Connor, in un parere concordante (concurrence), sostenne che lo statuto del Texas era incostituzionale poiché violava la clausola di eguale protezione sempre del XIV emendamento. Il codice penale criminalizzava infatti esclusivamente i rapporti omosessuali, mentre erano consentiti tutti i rapporti eterosessuali, inclusi quelli non volti alla procreazione. 
I tre giudici di minoranza contestarono la sentenza in pareri dissenzienti (dissenting opinions), nei quali sostennero che i diritti garantiti dalla Costituzione non si estendevano alla sfera sessuale, e che dovessero essere i singoli stati a decidere se o meno criminalizzare certi tipi di rapporti. Nel suo parere dissenziente, il giudice Thomas affermò che, pur essendo contrario personalmente a leggi che criminalizzavano rapporti omosessuali consenzienti, non le riteneva inconstituzionali. 
La sentenza fu celebrata dal movimento per i diritti LGBT.